# John W. Johnston

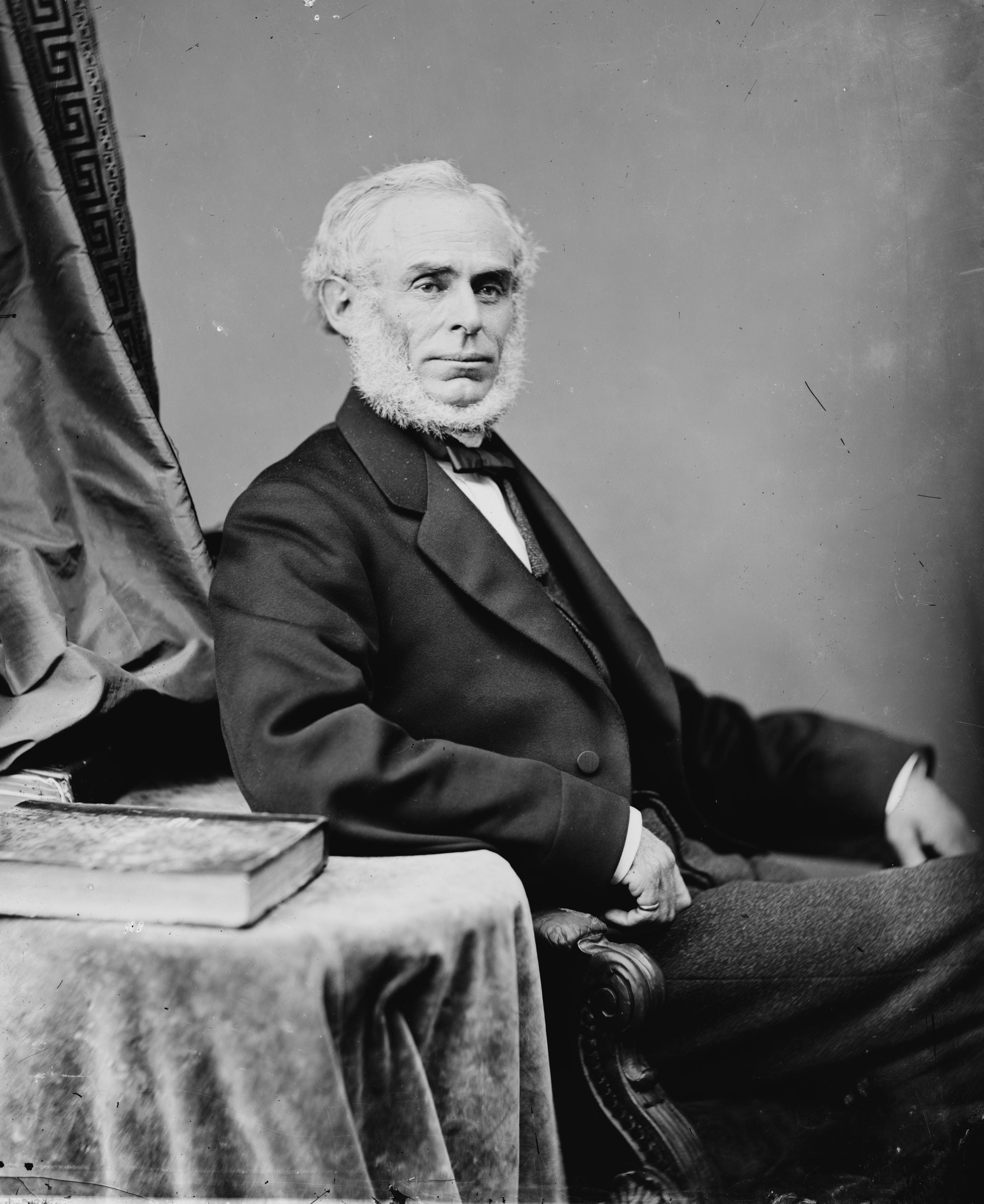
John W. Johnston

John Warfield Johnston, född 9 september 1818 nära Abingdon, Virginia, död 27 februari 1889 i Richmond, Virginia, var en amerikansk demokratisk politiker. Han representerade delstaten Virginia i USA:s senat 26 januari 1870-3 mars 1871 och 15 mars 1871-3 mars 1883.
Johnston avlade juristexamen vid University of Virginia. Han inledde 1839 sin karriär som advokat i Tazewell County, Virginia. Han gifte sig 1841 med Nicketti Buchanan Floyd. Han var ledamot av delstatens senat 1846-1848.
Johnston arbetade som domare i Virginia 1866-1870. Virginia fick 1870 på nytt representation i USA:s kongress efter några års uppehåll. Johnston och John F. Lewis valdes till USA:s senat. Johnston fick en kort mandatperiod som gick ut redan i mars 1871. Delstatens lagstiftande församling kunde inte direkt enas om en efterträdare men Johnston valdes för en ny mandatperiod tolv dagar efter att den gamla mandatperioden hade löpt ut. Han omvaldes 1877 för ytterligare sex år i senaten. Han efterträddes 1883 som senator av Harrison H. Riddleberger. Johnston avled 1889 och han gravsattes på St. Mary's Cemetery i Wytheville.